# 性别

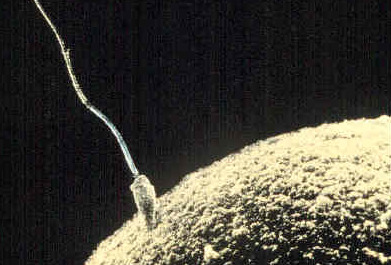
雄配子（精子）受精於雌配子（卵子）

性別（英語：sex），又稱生殖性別或生理性別，为一种依据繁殖系统特征而划分不同个体的分类方式。生物中有許多物種可以劃分成雄性及雌性，不過也有些會是間性。有性生殖是指雄性和雌性生物將其基因特質混合重組，繁衍後代的過程。配子是一種特殊的細胞，異形配子中，傾向於固定、體積偏大的配子爲雌配子，傾向於移動、體積偏小的配子爲雄配子。其中有生物的部份基因，雄性和雌性的配子結合後會產生後代。有些生物兩性的配子在外形及功能上都相同（同形配子接合），但大部份的生物的兩性配子會有明顯不同的外形（异型配子接合）。
生物體的性別與其產生的配子相關，祗產生雌配子（較大的、倾向固定的，如卵母細胞或卵細胞）的爲雌性，祗產生雄配子（較小的、倾向移動的，如動物的精子或是植物的花粉）的爲雄性，若一生物可以產生雌配子，也可以產生雄配子，稱為雌雄同體。常常同一種生物的外形會因為其性別而有明顯的不同，這稱為两性异形，而性選擇及生物擇偶也會加速兩性外形上的差異化。

## 簡介
生殖是生命的基本特質之一，也就是產生新個體的能力，性就是和生殖有關的一個概念。生命從簡單的型式演化成複雜的型式，因此生殖機制也變的複雜。一開始的生殖只是一個複製的過程，產生一個新個體，其基因完全和原來個體相同，這種生殖稱為無性生殖，許多單細胞生物仍用此方式繁衍後代，這也是一些多細胞生物繁殖的方式之一。另一種生殖方式稱為有性生殖，其後代的基因是來自二個不同的個體，不過也有些生物的生殖方式介於兩者之間，例如細菌是有無性生殖，但某個細菌的基因可以轉移到另一個細菌體內。
對於人類和其他的哺乳類動物，雄性會有XY染色體，而雌性會有XX染色體，這屬於XY性別決定系統。其他動物也有其性別決定系統，例如鳥類的ZW性別決定系統及昆蟲的X0性別決定系統。
若不考慮介於有性生殖和無性生殖之間的形態，有性生殖和無性生殖之間的基本差異在於繁衍後代所需基因物質產生的方式。一般而言，細胞會在無性分裂之前複製其基因，然後分裂，這種細胞稱為有丝分裂。若是有性生殖，會有另一種的細胞分裂，但其中間沒有基因複製的過程，稱為減數分裂，分裂後的細胞只有一半的染色體，稱為配子。配子就是生物體用來進行有性生殖的細胞。配子之間可以進行有性生殖，而且隨著生殖系統一直演變，由相近形態的雄雌配子到不同形態的雄雌配子，例如體積較大的雌配子（卵子）及體積較小的雄配子（精子）
在較複雜的生物體中，性器官會在有性生殖中製造配子，並且交換配子。許多物種（特別是動物）會有兩性的分化，因此会被分為雄性及雌性。不過也有一些物種沒有兩性的分化，在同一個生物體中可能同時有雄性及雌性的生殖器官，稱為雌雄間性，這在植物中相當常見。

## 演化
有性生殖在十億年前就已出現在單細胞的真核生物。性別演化的原因，以及為何性別會一直延續到現在，仍然是在爭論中的議題。其中有許多可能的原因，包括：性可以創造子代中的變化，性有助於有利性狀的散播，可以消除不利的性狀，以及促進種系DNA的修復。
有性生殖是真核生物（細胞中有細胞核及粒線體的生物）有的現象。除了動物、植物及真菌外，原生生物（例如疟疾病原體）也會進行有性生殖。有些細菌利用接合來在細胞之間轉換基因，雖然和有性生殖不同，不過這也有助於基因性狀的混合。
真核生物中有性生殖的一項特別是其配子之間的差異以及其受精方式的二元性差異。一個物體之中多樣的配子種類仍視為是一種有性生殖，不過目前尚未找到有任一個多細胞生物存在三種不同的配子
性的發展是在原核生物或真核生物早期的階段，不過性別決定系統的起源在真核生物相當早期時就已經出現。鸟、鱼及部份甲壳亚门的性別是ZW性別決定系統。大部份的哺乳類則是XY性別決定系統，有些昆蟲及植物（白花蝇子草）也是XY性別決定系統。另外有些昆虫則是X0性別決定系統。
鳥類的ZW性別決定系統和哺乳類的XY性別決定系統中，沒有共同的基因，從雞和人的比較中可以看出差異，Z基因類似人類的9号染色体，和X染色體及Y染色體都不同，因此推論ZW性別決定系統及XY性別決定系統沒有共同的起源，而性染色體是由鳥類及哺乳類共同起源的常染色體演化而來。有一篇2004年的論文比較雞的Z染色體和鸭嘴兽的X染色體，推論這兩個系統有關係。.

## 两性异形

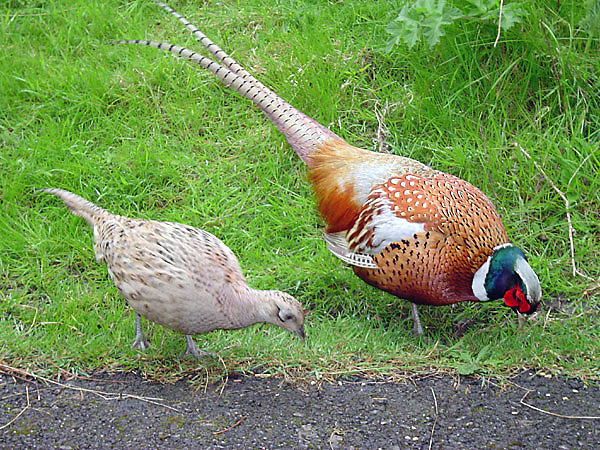
雌雄雉鸡在體型和外貌上有明顯差異

許多動物及一些植物的雌雄個體在大小及外貌上有明顯差異，這個現象稱為两性异形。一般而言人类的性别差异有這些：男性的體型較女性要大，體毛較女性要多、女性有較明顯的乳房、較寬的臀部、較高的體脂肪百分比。在其他物種中，兩性的差異可能更加明顯，例如表示在顏色及體重上。
動物的两性异形常常和性選擇有關，也就是同性個體之間要和異性交配而產生的競爭。例如公鹿會在繁殖季節彼此用鹿角爭鬥，獲勝者
才得以和母鹿交配。許多物種的雄性明顯要比雌性要大。哺乳類中若雄性的體型明顯的大於雌性，比較傾向會有一夫多妻制的交配系統，可能是因為雄性之間種內競爭的選擇造成的，例如象海豹属。有些例子指出是雌性個體的喜好造成两性异形，例如突眼蠅的例子。
其他的動物，像是大部份的昆蟲及許多的魚類，其雌性個體會比雄性要大，這可能是因為要產生卵細胞比產生精子需要更多的能量有關，體型越大的雌性個體可以產生越多的卵細胞。例如母黑寡婦蜘蛛的身長一般會是公蜘蛛身長的兩倍。有時两性之間會有很大的差異，例如公的鮟鱇魚是以寄生方式依賴母鮟鱇魚生存。有些植物也有两性异形，雌株會明顯的大於雄株，例如曲尾蘚屬及Sphaerocarpos。有些證據指出在這裡物種身上的两性异形和性染色體，或是和雌株產生的化學信號有關。
在鳥類中，公鳥的顏色較母鳥鮮艷，也有較明顯突出的外觀（例如公孔雀的尾羽），似乎會讓公鳥比較容易被被捕食者發現，似乎反而是處在某種劣勢中。有一種有關這類現象的解釋，稱為障礙原則，這種假說認為雄性藉此表示他們在這様的障礙下仍可以存活，因此有較高的適應度，而這様的遺傳會影響公的和母的後代，不過母的後代不會受到這種「障礙」的影響。

## 延伸閱讀與外部連結
- Francoeur, Robert T.（Ed.）, "The International Encyclopedia of Sexuality" [full text]
- Raymond J. Noonan, Robert T. Francoeur, and Martha Cornog, "Continuum Complete International Encyclopedia of Sexuality". Continuum, August 2003, ISBN 0-8264-1488-5
- Human Sexual Differentiation （页面存档备份，存于） by P. C. Sizonenko
- Sex Tutorial （页面存档备份，存于）
- Famous Quotes on Sex
- Sex Dictionary （页面存档备份，存于）
- New Scientist article on Sex chromosomes in the platypus （页面存档备份，存于）
- 人類有多少種生理性別？你的性別是由什麼決定的？How many biological sexes are there in humans? What determines your gender （页面存档备份，存于） ? （页面存档备份，存于）
- 孤雌繁殖、自我受精、父子亂倫……動物的性別是如何決定的？How is the sex of an animal determined? （页面存档备份，存于）